# 龙科斯克里维亚
龙科斯克里维亚（義大利語：Ronco Scrivia），是意大利热那亚省的一个市镇。总面积30.5平方公里，人口4554人，人口密度149.3人/平方公里（2009年）。ISTAT代码为010049。